# Antonio Cosme
Cosme  Fraile est un nom espagnol. Le premier nom de famille, en général paternel, est Cosme ; le second, en général maternel, souvent omis, est Fraile.
Antonio Cosme Fraile (né le 15 mars 1983 à Salamanque en Castille-et-León) est un coureur cycliste espagnol.

## Biographie
Chez les amateurs, Antonio Cosme se distingue lors de la saison 2005 en remportant le Tour de Valladolid. Il passe ensuite professionnel en 2006 au sein de l'équipe continentale Viña Magna-Cropu. Au mois de septembre, il termine vingtième du Tour de l'Avenir.
En 2008, il signe au Portugal au sein de la formation Madeinox-Boavista. Dans le calendrier local, il remporte le classement final de la Volta à Albufeira, et une étape du Prémio Rota dos Vinhos Verdes.

## Palmarès
- 2005
  - Classement général du Tour de Valladolid
  - 2e de la Lazkaoko Proba
  - 2e de la Klasika Lemoiz
  - 2e du San Bartolomé Sari Nagusia
- 2008
  - Volta a Albufeira :
    - Classement général
    - 2e étape

  - 1rea étape du Prémio Rota dos Vinhos Verdes

## Classements mondiaux
| Année           | 2008 |
| --------------- | ---- |
| UCI Europe Tour | 812e |